# Seleukovci

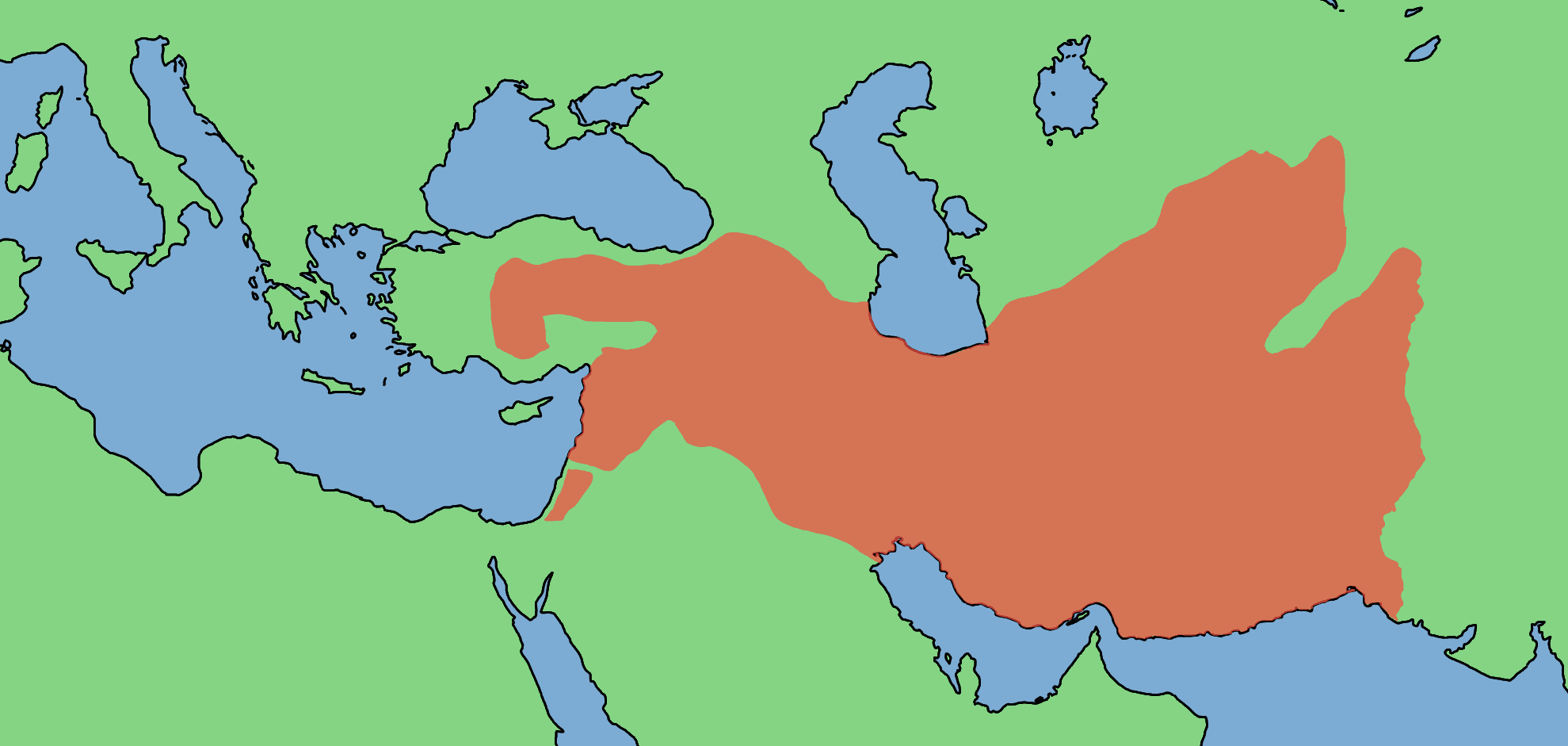
Državy Seleukovců kolem roku 300 př. n. l.

Seleukovci byli dynastií makedonského původu, která ovládala od roku 312 př. n. l. asijskou část panství Alexandra Velikého.
Seleukos Níkátor, zakladatel rodu, byl jedním Alexandrových nástupců (tzv. diadochů), kteří v letech 321 př. n. l.–301 př. n. l. uchvátili vládu v jednotlivých državách makedonské monarchie (dalšími významnými diadochy byli Antigonos Jednooký, Ptolemaios a Lýsimachos). Největší rozloha seleukovské říše jakožto největšího z helénistických států spadá do druhé poloviny 3. století př. n. l., kdy se fakticky kryla s hranicemi někdejší perské říše Achaimenovců. Tehdy zahrnovala oblasti od Malé Asie přes Sýrii, Mezopotámii a íránské kraje až k povodí řeky Indus. Sídlem seleukovských králů byla zprvu Seleukie nad Tigridem v Mezopotámii, později Antiochie na řece Orontés v Sýrii. Následný vývoj lze definovat jako odpadávání východních částí, které postupně dobývali Parthové. Seleukovský vládce Antiochos III. sice po úspěšných bojích v Parthii a Baktrii znovu získal ztracená území od doby Seleuka I., ale porážkou Římské republiky ztratil kontrolu nad východními provinciemi. I pozdější vládce Antiochos VII. Sidetes se pokusil znovu dobýt ztracená území v Babylónii a Médii, ale u Ektabany nalezl jistou porážku. Okolo roku 100 př. n. l. se bývalá mohutná říše scvrkla pouze na území dnešní Sýrie (Iturea). Zbylé části dějiny již doprovázely občanské války. Rozvrat zbytku říše nastal v roce 64 př. n. l., kdy se Sýrie stala římskou provincií po dobytí vojsk Pompeia Magna.

## Seznam seleukovských králů
- Seleukos I. Níkátor (312–281, králem od 306)
- Antiochos I. Sótér (281–261)
- Antiochos II. Theós (261–246)
- Seleukos II. Kallinikos (246–225)
- Seleukos III. Sótér Keraunos (225–223)
- Antiochos III. Veliký (223–187)
- Seleukos IV. Filopatór (187–175)
- Antiochos IV. Epifanés (175–164)
- Antiochos V. Eupatór (164–162)
- Démétrios I. Sótér (162–150)
- Alexandr I. Balás (150–145)
- Démétrios II. Níkátor (145–139/138) (poprvé)
- Antiochos VI. Epifanés Dionýsos (145–142)
- Diodotos Tryfón (142–138; uzurpátor, nebyl členem seleukovské dynastie)
- Antiochos VII. Euergetés Sidetés (139/138–129)
- Démétrios II. Níkátor (129–125) (podruhé)
- Alexandr II. Zabinás (128–123)
- Seleukos V. Filométór (126–125)
- Kleopatra Thea (125–121)
- Antiochos VIII. Epifanés Filométór (123–96)
- Antiochos IX. Filométór (114–95)
- Seleukos VI. Epifanés (96–95)
- Antiochos X. Eusebés Filométór (95–83)
- Démétrios III. Theós Filopatór (95–88)
- Antiochos XI. Epifanés (95–92)
- Filip I. Epifanés Filadelfos (92–83)
- Antiochos XII. Dionýsos Epifanés (87–84)
- Tigranés Veliký (83–69; Artašovec, ne Seleukovec; dočasné ovládnutí Sýrie Armény)
- Seleukos VII. Kybiosaktes (70. léta 1. století př. n. l.)
- Antiochos XIII. Filadelfos (69–64; † 58)
- Filip II. Filorhómaios (65–63)